# Fleet, Hampshire
Fleet är en stad och civil parish i grevskapet Hampshire i södra England. Staden är huvudort i distriktet Hart och ligger cirka 55,5 kilometer sydväst om centrala London samt cirka 17 kilometer öster om Basingstoke. Tätorten (built-up area) hade 37 794 invånare vid folkräkningen år 2021.